# Бафало Спрингс (Тексас)
Бафало Спрингс (енгл. Buffalo Springs) град је у америчкој савезној држави Тексас.

## Демографија
По попису из 2010. године број становника је 453, што је 40 (-8,1%) становника мање него 2000. године.
| Група             | 2000.       | 2010.       |
| Белци             | 456 (92,5%) | 405 (89,4%) |
| Афроамериканци    | 3 (0,6%)    | 0 (0,0%)    |
| Азијати           | 0 (0,0%)    | 0 (0,0%)    |
| Хиспаноамериканци | 27 (5,5%)   | 47 (10,4%)  |
| Укупно            | 493         | 453         |